# 潮南站
潮南站是汕汕铁路的一座高架车站，位于中华人民共和国广东省汕头市潮南区陇田镇（田心村南侧、沈海高速公路以北），于2023年12月26日随汕汕铁路开通而启用。

## 车站结构
本站为高架二层侧式车站，规模为2台4线。车站站房总建筑面积为9,997.88平方米，以海中行船乘风破浪的“涛海行船”为设计理念。

### 车站楼层
| 地上二层 | 侧式站台 | 侧式站台                          | 侧式站台 | 侧式站台 |
|          | 2站台    | 汕汕铁路 汕头方向（下站：汕头南） |          |          |
|          |          | 汕汕铁路 汕头方向正线             |          |          |
|          |          | 汕汕铁路 汕尾方向正线             |          |          |
|          | 1站台    | 汕汕铁路 汕尾方向（下站：惠来）   |          |          |
|          | 侧式站台 |                                   |          |          |
| 地面     | 站厅     | 售票处、候车区、进站口、出站口    |          |          |

## 历史
车站于2022年3月进场施工。